# Булут, Эмреджан
Эмреджан Булут (тур. Emrecan Bulut; род. 26 ноября 2002, Чилдыр (район), Ардахан) — турецкий футболист, вингер клуба «Бешикташ».

## Клубная карьера
Булут — воспитанник клубов «Юнус Эмре Беледиспор» и «Каракюспор». В 2022 году игрок подписал контракт с «Сомаспором» из Второй лиги Турции, где в дебютном сезоне забил 15 голов. В 2023 году Эмреджан перешёл в «Бешикташ», но так и не дебютировал за основной состав. В 2024 году на правах аренды Булут перешёл в «Умраниеспор». 9 февраля в матче против «Чорума» он дебютировал в Первой лиге Турции. 18 февраля в поединке против «Эюпспора» Эмреджан забил свой первый гол за «Умраниеспор».
Летом 2024 года Булут перешёл в «Ризеспор». 17 августа в матче против «Адана Демирспор» он дебютировал в турецкой Суперлиге. 1 декабря в поединке против «Кайсериспора» Эмерджан забил свой первый гол за «Ризеспор».